# Mönch
Mönch (en alemán monje) es una montaña ubicada en los Alpes berneses, al sur del cantón de Berna en Suiza. Las localidades de Wengen (Lauterbrunnen) y Grindelwald, que se encuentran a los pies de la montaña, son muy conocidas por los amantes del montañismo y los deportes de invierno.
El Mönch forma parte de los tres picos más altos del macizo de la Jungfrau junto con el Eiger ("Ogro") y la Jungfrau ("Virgen" o "Doncella"). También forma parte de la zona de la Jungfrau-Aletsch-Bietschhorn, declarada Patrimonio de la Humanidad por la Unesco.
El pico fue escalado por primera vez el 15 de agosto de 1857 por Siegismund Porges, Ulrich Almer, Christian Almer y Christian Kaufmann. 

## Altura

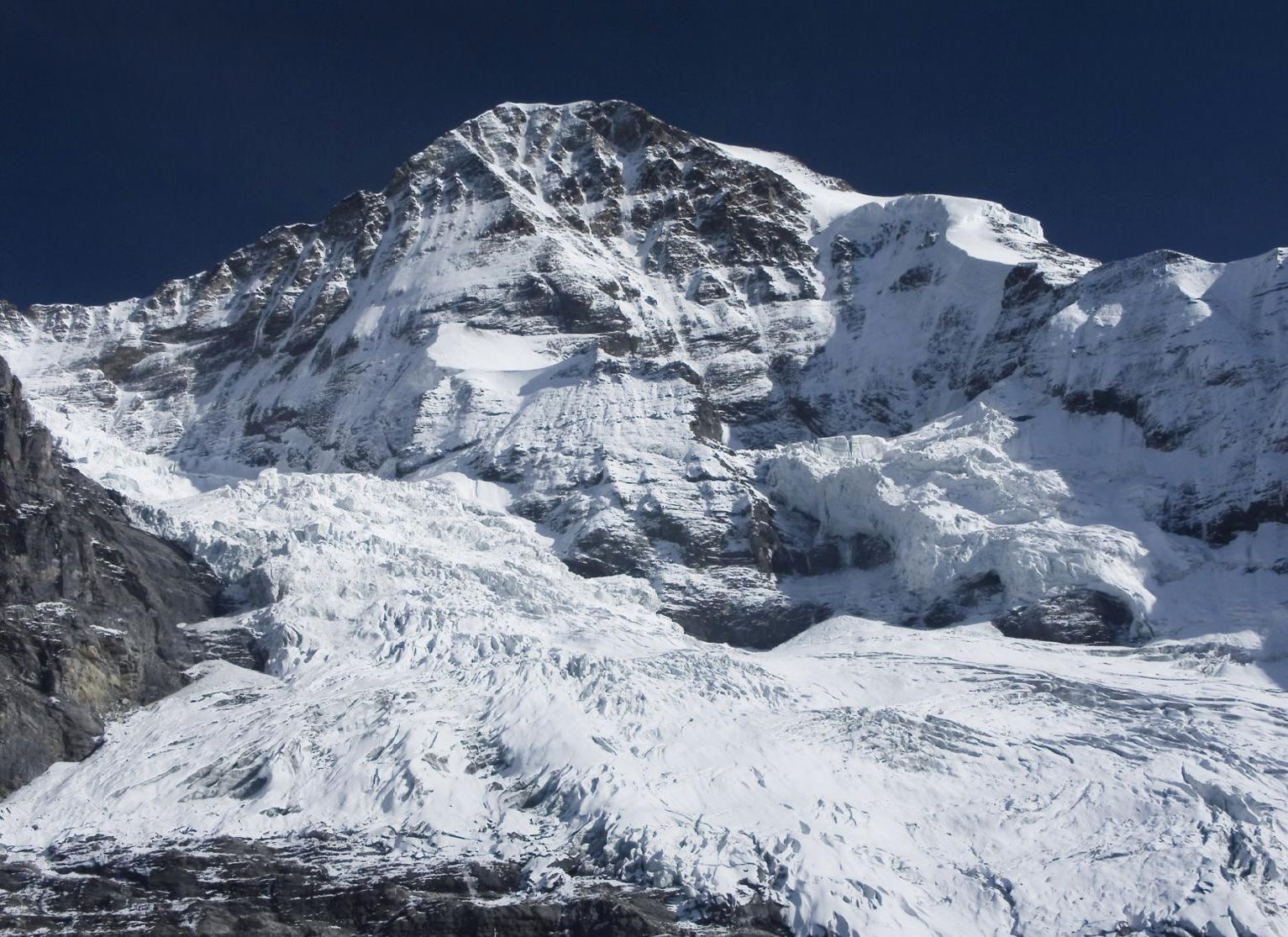
Mönch y glaciar Eiger.

En 1935 la altura del Mönch fue determinada en 4.099 metros. Sin embargo, en 1993, se hicieron nuevas medidas con la ayuda de la fotogrametría, determinando que la altura de la montaña era de 4.107 metros y no de 4.099. A partir de ahí los mapas y atlas suizos fueron corregidos con las nuevas medidas. En 1997 se tomaron nuevas medidas con el sistema GPS, que dio una altura de 4.109,4 metros, por lo que se decidió hacer nuevas pruebas con el fotografómetro en 1999, el cual indicó una altura de 4.110 metros. Estos nuevos valores no fueron tenidos en cuenta, por lo que la medida en los mapas y atlas sigue siendo de 4.107 m.  